# Темиров, Болат Бисенович
Болат Бисенович Темиров (9 июня 1969, Гурьев — 20 декабря 2022, Алма-Ата) — советский и казахстанский боксёр легчайших весовых категорий. Чемпион СССР, чемпион СНГ, неоднократный чемпион Казахской ССР. Мастер спорта СССР международного класса (1991), мастер спорта СССР по боксу (1987). Член Олимпийской сборной команды СССР (1991—1992). Почетный гражданин Атырауской области (2022).

## Биография
Родился 9 июня 1969 года в Гурьеве (ныне Атырау). Происходит из подрода Ажимбет рода Есентемир племени Байулы.
Пришёл в спортивную секцию бокса в зале «Автомобилист» в восьмом классе, вместе со своими сверстниками. После первых занятий был замечен тренером Ерболатом Бисекеновым. Впервые поднялся на пьедестал почёта в 1985 году. В тот год стал серебряным призёром турнира на призы летчика-космонавта Павла Поповича, который традиционно проходил в Гурьеве. В следующем году повторил своё достижение. Затем завоевал бронзовую медаль на республиканских соревнованиях среди юношей в городе Аркалык.
Восемьдесят седьмой год был очень успешным для молодого боксёра. Сначала он выступал в традиционной гонке за приз П. Поповича. Болат был признан лучшим боксёром по итогам турнира. Также на пьедестал почёта поднялись будущие мастера Мереке Жусупов и Мерген Газизов. В ноябре того же года в Шымкенте прошёл традиционный международный турнир памяти Героя Советского Союза Карагозы Абдалиева. Молодой боксёр победив на турнире, продолжил свой победный путь и в следующем году завоевав главный приз на турнире памяти К. Абдалиева.
Затем во Дворце молодёжи города Целиноград прошёл чемпионат Казахстана по боксу. В категории до 51 кг второй раз подряд Болат стал лучшим боксёром страны в своей весовой категории. С 1987 по 1995 год неоднократный чемпион Казахской ССР по боксу.
В 1991 году на чемпионат СССР по боксу в Казани, который считался одним из этапов отбора перед Олимпийскими играми 1992 года, из Казахстана было допущено 22 боксёра. Среди участников боксёры: Б. Жумадилов, Н. Сыманов, Т. Бердибеков. Для Болата турнир начался с боя с украинцем Ю.Вилищуком. После этого Болат победил ещё трёх соперников, а в финале ленинградца Дамира Еникеева. Так, впервые Болат стал чемпионом СССР.
В 1991 году на 10-й летней Спартакиаде народов СССР в Минске в составе казахстанской сборной завоевал золотую медаль. В финале победил Анатолия Филиппова. Вместе с Канатбеком Шагатаевым, Игорем Шишкиным и Николаем Кульпиным сборная стала победителем боксёрского турнира.
Обладатель Кубка СССР по боксу: XXIV Кубок СССР, Новороссийск — 16-22 сентября 1991.
Принимал участие в матчевых встречах по боксу СССР — США. Золотые медали в 1988 и 1991 годах.
В 1992 году во втором наилегчайшем весе стал золотым призёром первого и единственного в своём роде чемпионата СНГ по боксу, где в финале встретился с соотечественником Бектасом Абубакировым.
Член сборной СССР на чемпионате Европы по боксу 1991, Гётеборг (Швеция). В турнире проиграл бой будущему победителю Иштвану (Аттиле) Ковачу. Член сборной СССР на чемпионате мира по боксу 1991, Сидней (Австралия).
В 1993 году переход в следующую весовую категорию до 54 кг. Участник чемпионата мира по боксу 1993 года в Тампере (Финляндия) и чемпионата мира 1995 года в Берлине (Германия).
С 1990 по 1993 год — капитан сборной команды по боксу.
Министерство туризма и спорта Республики Казахстан, учитывая деловые и организаторские способности Б. Темирова, назначило его на должность Генерального секретаря Казахстанской федерации бокса. Затем избран руководителем международной судейской коллегии (АИБА).
Скончался 20 декабря 2022 года на 54-м году жизни.

## Награды и звания
30 июля 1987 года в соответствии с приказом Государственного комитета СССР по спорту и физической культуре был удостоен звания Мастер спорта СССР по боксу.
29 марта 1991 года в соответствии с приказом Государственного комитета СССР по спорту и физической культуре был удостоен звания Мастер спорта СССР международного класса.
29 марта 1995 года приказом министра по делам молодёжи, туризма и спорта Республики Казахстан присвоено звание Заслуженный мастер спорта Республики Казахстан.
10 ноября 2011 года Указом Президента Республики Казахстан награждён юбилейной медалью «20 лет независимости Республики Казахстан».
20 апреля 2012 года удостоен нагрудного знака «20 лет Вооружённым Силам Республики Казахстан».
10 марта 2014 года в соответствии с приказом Комитета по физической культуре и спорту РК награждён нагрудным знаком «За заслуги в развитии физической культуры и спорта».
1 июня 2022 года присвоено звание «Почетный гражданин Атырауской области».

## Публикации
Мауленов, Касым Сырбаевич. Бокс в Казахстане = Boxing in Kazakhstan : энциклопедия / К. С. Мауленов, Г. С. Мауленов, Г. Ф. Рожков ; Федерация бокса Республики Казахстан. Алматы, 2007. ISBN 9965-627-53-3